# Zamach na Aleksieja Lizariewa
Zamach na Aleksieja Lizariewa – zamach wykonany w Warszawie 4 maja 1928 r. na szefa misji handlowej ZSRR.

## Historia
4 maja 1928, kiedy szef sowieckiej misji handlowej Aleksiej S. Lizariew powracał samochodem z siedziby misji do domu, na skrzyżowaniu ulicy Marszałkowskiej z ulicą Wilczą w Warszawie oddano w jego kierunku 2 strzały z rewolweru. Dokonał tego młody biały emigrant rosyjski Jurij L. Wojciechowski. Strzelał z samochodu jadącego za Sowietami, ale niecelnie. Szkło z rozbitego lusterka poraniło jedynie A. S. Lizariewa w rękę. W tej sytuacji zamachowiec, wyskakując ze swojego auta, zaczął uciekać na piechotę. Schronił się w pobliskiej siedzibie Domu Rosyjskiego, oświadczając, że zabił sowieckiego przedstawiciela handlowego i gonią go komuniści. Wkrótce oddał się w ręce przybyłego policjanta, przekazując mu rewolwer, z którego strzelał. Wynikiem zamachu były aresztowania białych emigrantów i rewizje w siedzibach organizacji rosyjskich, przeprowadzone 6 maja. Tego samego dnia władze Rosji Sowieckiej ogłosiły „kategoryczny protest przeciw biernemu zachowaniu polskich władz w stosunku do terrorystycznych organizacji biełoemigrantów”. Jednocześnie wydano oświadczenie, że nieudany zamach był skierowany przeciw sowieckiemu posłowi Dmitrijowi W. Bogomołowowi, a A. S. Lizariew padł jego ofiarą przez pomyłkę. Reakcja większości polskiej prasy na zamach była negatywna, w odróżnieniu od zamachu na sowieckiego posła Piotra Wojkowa 7 czerwca 1927, kiedy gazety popierały zamachowca Borysa Kowerdę. Pisano m.in. o zagrożeniu wybuchem wojny z ZSRR. 11 maja Ministerstwo Spraw Zagranicznych II RP ogłosiło zamiar wydalenia z kraju części aresztowanych emigrantów rosyjskich. Proces przeciwko J. Wojciechowskiemu rozpoczął się 28 grudnia w warszawskim sądzie okręgowym. Jego głównym obrońcą był mecenas Marian Niedzielski, który wcześniej występował też w imieniu B. F. Kowerdy. 31 grudnia zamachowiec został skazany na karę 10 lat więzienia. Odbywał ją w więzieniu mokotowskim w Warszawie. W 1929 karę zmniejszono do 5 lat. W 1933 J.L. Wojciechowski wyszedł na wolność.